# Hachim Ndiaye
Hachim Ndiaye, auch N'Diaye (* 28. Oktober 1963), ist ein ehemaliger senegalesischer Leichtathlet, der 1996 Olympiavierter mit der 4-mal-400-Meter-Staffel wurde.
Ndiaye gewann die senegalesische Meisterschaft im 400-Meter-Lauf in den Jahren 1989, 1990, 1992 und 1994. 1989 erlief er bei den ersten Spielen der frankophonen Staaten die Bronzemedaille, 1994 und 1997 gewann er jeweils Silber, bei diesen drei Meisterschaften siegte der Senegalese jeweils mit der 4-mal-400-Meter-Staffel. Bei den Olympischen Spielen 1996 in Atlanta erreichte er mit der senegalesischen Staffel in der Besetzung Moustapha Diarra, Aboubakry Dia, Hachim Ndiaye und Ibou Faye das Finale und belegte den vierten Platz in 3:00,64 Minuten.
Bei einer Körpergröße von 1,88 m betrug sein Wettkampfgewicht 81 kg.